# Bystrzyna
Bystrzyna [bɨsˈtʂɨna] là một ngôi làng thuộc khu hành chính của Gmina widwin, thuộc quận Świdwin, West Pomeranian Voivodeship, ở phía tây bắc Ba Lan. Nó nằm khoảng 5 kilômét (3 mi) về phía đông bắc của Świdwin và 92 km (57 mi) về phía đông bắc của thủ đô khu vực Szczecin.